# Dobowy profil glikemii
Dobowy profil glikemii — jedna z metod monitorowania przebiegu cukrzycy, polegająca na wielokrotnym w ciągu doby oznaczeń poziomu glukozy w krwi.
Dobowy profil glikemii obejmuje oznaczenie poziomu cukru:
- rano na czczo
- przed każdym głównym posiłkiem
- 2 godziny po każdym głównym posiłku
- przed snem
- o godzinie 24:00
- o godzinie 3:30

(Na podstawie: Zaleceń klinicznych dotyczących postępowania u chorych na cukrzycę Polskiego Towarzystwa Diabetologicznego).

Przeczytaj ostrzeżenie dotyczące informacji medycznych i pokrewnych zamieszczonych w Wikipedii.